# Einsatzverhalten
Das polizeiliche Einsatzverhalten (Abk. PE) bezeichnet das praktische Handeln von Polizeivollzugsbeamten. Das Thema ist insbesondere relevant bei der Abarbeitung von Polizeieinsätzen (z. B. Vollzug von Maßnahmen, insbesondere im Hinblick auf die Anwendung unmittelbaren Zwanges und polizeilicher Taktiken). PE ist die Ausbildung für diese Anwendung. Die Ausbildung wird in der Polizeiausbildung als Einsatzausbildung oder auch im Rahmen der Fortbildung gelehrt. Grundlage ist unter anderem der Leitfaden 371 (Eigensicherung -nfD-).

## Bedeutung
Polizeiliches Einsatzverhalten dient der erfolgreichen und professionellen Durchsetzung von Maßnahmen und ähnlichen Tätigkeiten, dem Schutz Unbeteiligter und dem Eigenschutz (Eigensicherung). Die Ausübung der Staatsgewalt durch Polizeibeamte unterliegt dem Grundsatz der Verhältnismäßigkeit und einer Vielzahl von Regeln. Oberstes Ziel der polizeilichen Ausbildung ist es, den Beamten ein hohes Verantwortungsbewusstsein anzueignen, um auch in extremen Situationen Entscheidungen zu treffen, die auch im Nachhinein als angemessen und richtig bewertet werden können.

## Inhalte

### Theorie
- Rechtskunde (Unmittelbarer Zwang, Leisten von Hilfe, Verhältnismäßigkeit usw.)
- Stressbewältigung (Überreaktionen, Überblick verschaffen, Meldungen absetzen, kontrolliertes Handeln)
- Verbale Konfliktentschärfung und -lösung
- Positional-Asphyxia (Lagebedingter Erstickungstod)
- Überlebenswille
- Berauschte Personen, Geisteskranke, „Junkies“, Personen mit „übermenschlichen“ Kräften
- Besprechung von laufenden Ermittlungen aus dem polizeilichen Alltag (Lagebesprechung)

### Praxis
(Auswahl)

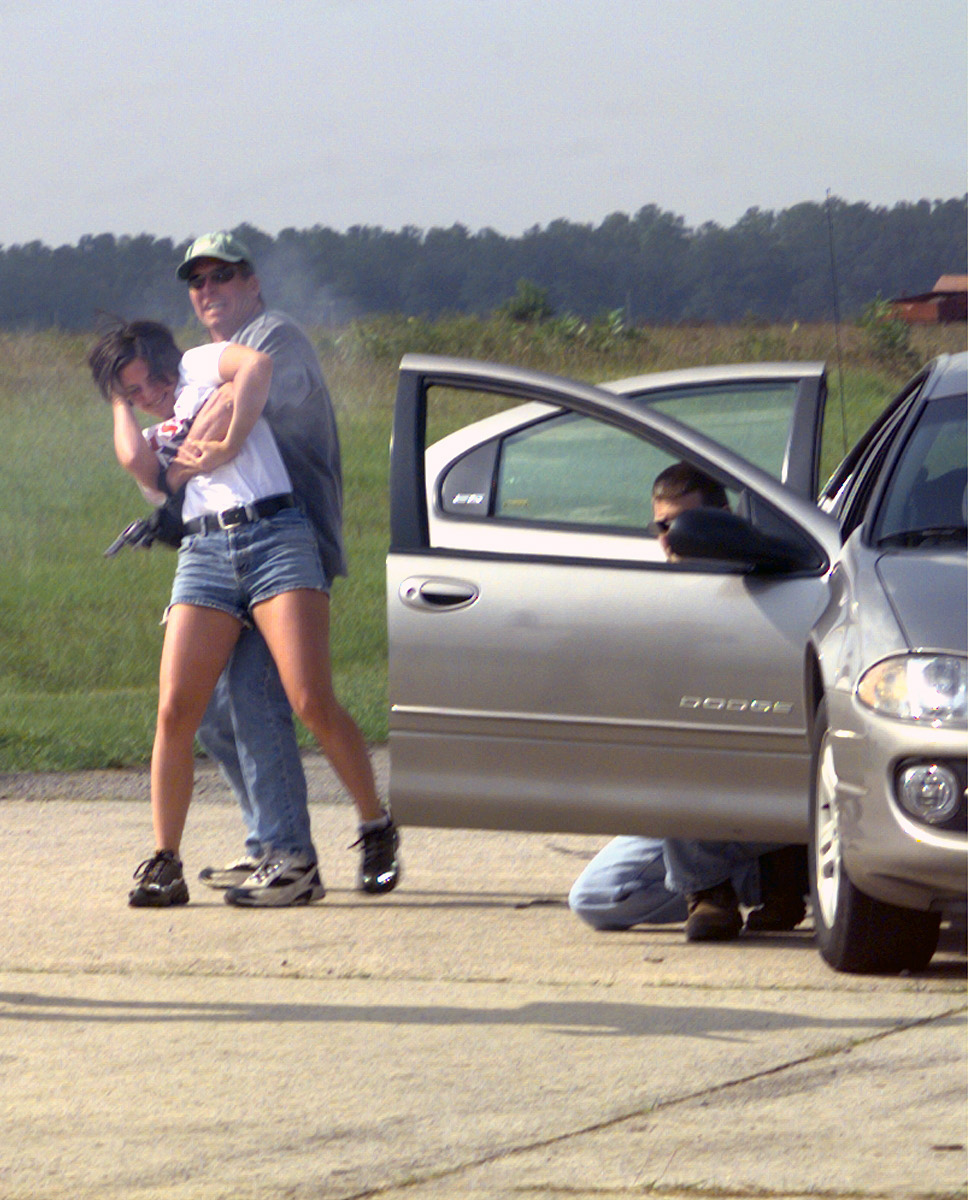
Geiselnahme (Übung)

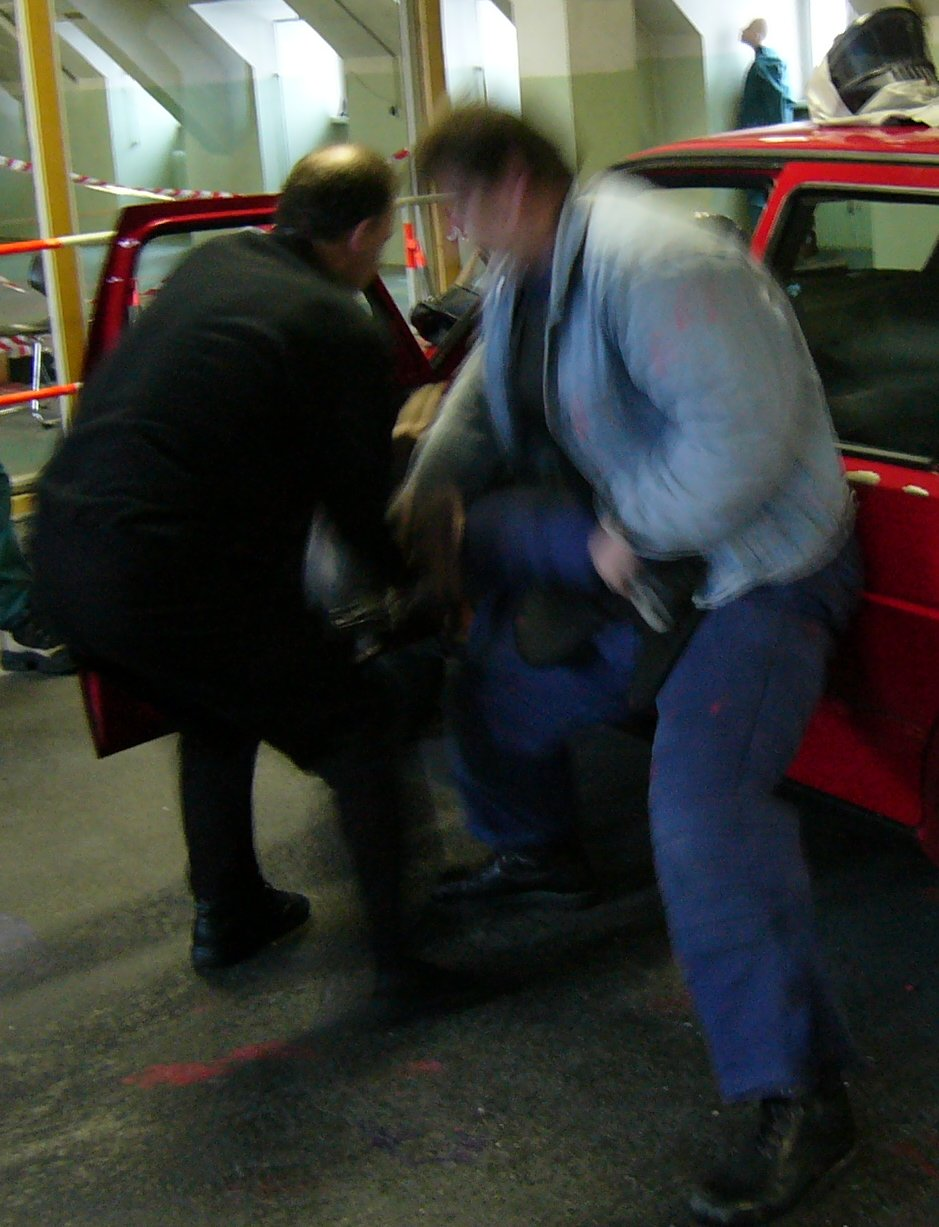
Verbringen einer Person aus einem KFZ unter Anwendung von Unmittelbarem Zwang (PE-Ausbildung beim PP München)

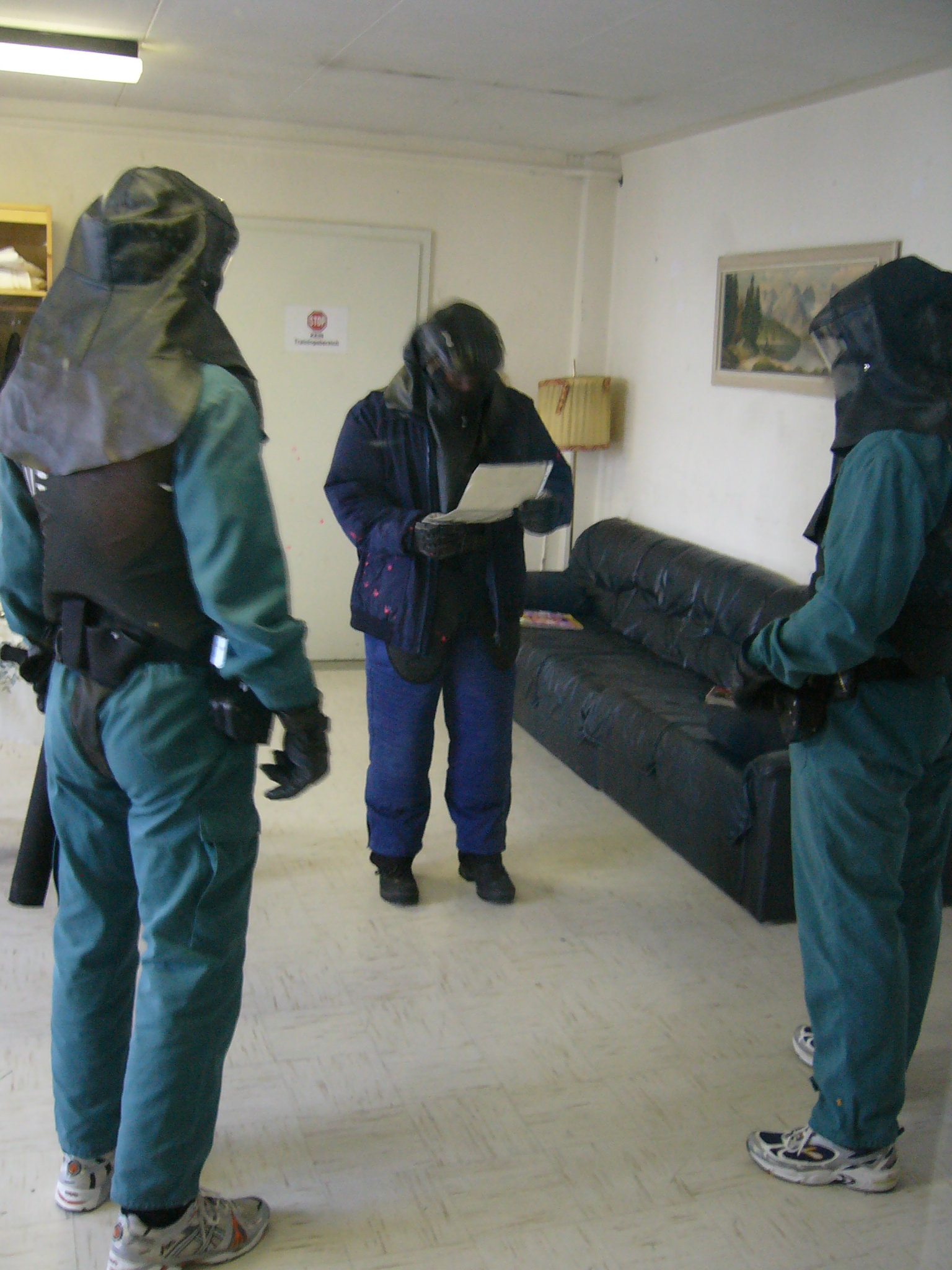
Befehlsausgabe

- Verbale und nonverbale Kommunikation mit dem Gegenüber, insbesondere Konfliktlösung
- Sensibilisierung für Gefahrensituationen (Gefahrenradar)
- Sensibilisierung für situative Wendungen (Umschalten können)
- Offensiv- und Defensivtechniken (z. B. Rückzug, Verstärkung, Teamwork)
- Wahl der Einsatzmittel
  - Umgang mit Waffen
    - Schusswaffen
      - Wahl der Waffe
      - Schießfertigkeit in Nah- und Ferndistanzen und Automatisierung von Schussabgaben
      - Vermeidung einer ungewollten Schussabgabe
      - Waffenführung und Waffensicherung
      - Waffenanschlag und Schussabgabe bei Dunkelheit
      - Schusswechsel

  - Nutzen, Schaffen von Deckungen; Effektive Deckung
- Eigensicherung, Feuerschutz
  - Erkennen von Schusswaffen, die als Gegenstände des täglichen Lebens ausgestaltet sind
- Selbstverteidigung und Nothilfe (Stand- und Bodenkampf, Griffe, Hebel)
  - Nahkampf und Selbstverteidigung mit reaktiver Messerabwehr
  - Abwehrsprays, Pfeffersprays (Aerosole)
  - Situativer Umgang mit dem Mehrzweckeinsatzstock
- Erkennen von Sprengstoffen, inkl. Unkonventionelle Spreng- und Brandvorrichtungen (USBV)
- Vorrücken, Raumsicherung, Gebäudeumstellung u. ä.
- Zugriffstechniken, Polizeigriffe und Festnahmetechniken
- Anlegen von Fesseln (Handschellen, Fußfesseln etc.)
- Durchsuchungstaktik und -technik (Personen, Fahrzeuge, Bauwerke)
- Verbringen von Personen in bzw. aus Fahrzeuge(n)
- Personen- und Fahrzeugkontrolle
- Verfolgung und Anhaltung von Fahrzeugen
- Bewältigung von Amoklagen
- Bewältigung von Geiselnahmen
- Luftverlastung und Abseilen
- Stürmung
- Razzien

Die Aus- und Fortbildung hierzu wird von erfahrenen Spezialisten in Kleingruppen, in Zug- bzw. Abteilungsstärke oder in Großübungen durchgeführt. Dabei werden u. a. praxisnahe Szenarien dargestellt, die von den Einsatzkräften schulmäßig und rechtsfehlerfrei bewältigt werden müssen. Die Praxisnähe wird durch Stressversetzung, reale Übungsumfelder (Wohnungen, Häuser, Schreie), reale Situationen, reale Einsatzmittel (Fahrzeuge, Funk, z. T. scharfe Waffen etc.) und Darsteller erzeugt. Manche Polizeien videografieren die Szenarien, damit sie bei Übungsende gemeinsam angesehen und diskutiert werden können.
Die Übungen müssen regelmäßig erfolgen, damit diese automatisiert verlaufen. Ziel ist die Standardisierung des Verhaltens der Polizeivollzugsbeamten in Gefahrensituationen.